# 排厦乡
排厦乡是中国陕西省咸阳市旬邑县下辖的一个乡。

## 行政区划
排厦乡下辖以下行政区：
排厦村、胡洛村、刘家村、戚家村、安洛村、大槐树村、魏家村、芋芝村、水家村、沟老头村、井坳村、后庄村、榆林子村